# (589683) 2010 RF43
(589683) 2010 RF43 est un objet transneptunien ayant une magnitude absolue de 3,87. Il fut découvert en 2010 par Susan D. Benecchi à l'observatoire de Las Campanas au Chili. 2010 RF43 est actuellement classé comme objet épars,. L'astronome Mike Brown le classe très favorablement comme candidat au statut de planète naine.